# Liste der Stolpersteine in der Salzburger Altstadt (links)

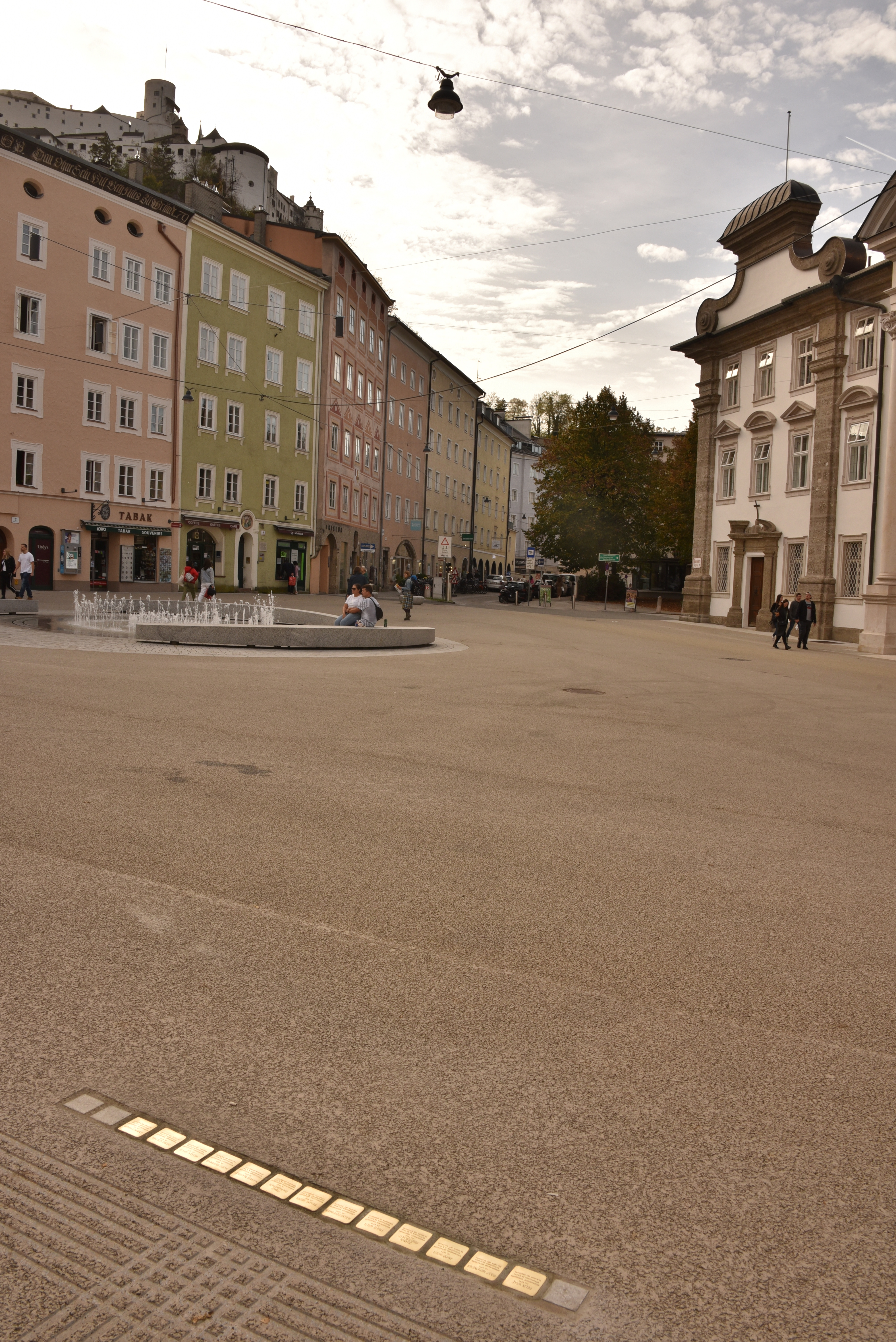
Stolpersteine für zum Tode Verur-teilte am Kajetanerplatz, Oktober 2022

Die Liste der Stolpersteine in der Salzburger Altstadt (links) enthält die Stolpersteine in der Salzburger Altstadt (links der Salzach) und auf dem Mönchsberg. Die Stolpersteine erinnern an Menschen aus verschiedenen Opfergruppen – an Juden, Widerstandskämpfer, Zeugen Jehovas, Behinderte, Zwangsarbeiter, Kriegsdienstverweigerer und Wehrmachtsdeserteure.

## Altstadt (links)
Die Salzach teilt die Salzburger Altstadt in zwei Teile. Links des Flusses (flussabwärts gesehen) finden sich Dom und Domplatz, die Stiftskirche St. Peter, das Rathaus, Mozarts Geburtshaus, der Festspielbezirk und die Getreidegasse. Im Regelfall verlegt Gunther Demnig Stolpersteine vor dem letzten selbstgewählten Wohnsitz., so auch in Salzburg. Allerdings hatten sowohl die Zwangsarbeiter und die Inhaftierten, als auch die bei den Festspielen gastierenden Künstler keinen festen Wohnsitz in Salzburg.

### Vor Wohnhäusern
In der Salzburger Altstadt (links) wurden 37 Stolpersteine vor 27 Wohnhäusern verlegt, des Weiteren drei Stolpersteine vor der Arbeitsstätte, darunter auch der Stein für den abgesetzten und später verhafteten Landeshauptmann Franz Rehrl, der 1947 an den Folgen der NS-Haft verstarb. Ein weiterer Stolperstein erinnert an Antonia Machek, geboren am 15. November 1944, die zwölf Tage nach der Geburt ums Leben gekommen sein soll.
| Stolperstein | Inschrift | Verlegeort                                 | Name, Leben |
| ------------ | --- | ------------------------------------------ | --- |
|              | HIER WOHNTE ROSEMARIE DAXER JG. 1942 DEPORTIERT 1943 'HEILANSTALT' AM SPIEGELGRUND ERMORDET 12.8.1943                                                   | Griesgasse 8 ·                             | Rosemarie Daxer (1942–1943)                                                                                           |
|              | HIER WOHNTE ROSA ENGLÄNDER JG. 1896 DEPORTIERT 3.11.1941 ŁODZ ERMORDET                                                                                  | Griesgasse 17 ·                            | Rosa Engländer (1896–1941/45)                                                                                         |
|              | HIER LEBTE VERSTECKT HENRIETTE FLEISCHMANN JG. 1875 TOT 31.3.1943 SALZBURG                                                                              | Griesgasse 8 ·                             | Henriette Fleischmann (1875–1943)                                                                                     |
|              | HIER WOHNTE JAKOB FÖRTSCH BRUDER COELESTIN JG. 1896 IM WIDERSTAND DEPORTIERT 1943 RAVENSBRÜCK ERMORDET 10.2.1944                                        | Griesgasse 8 ·                             | Jakob Förtsch, genannt Bruder Coelestin, (1896–1944)                                                                  |
|              | HIER WOHNTE JOSEF GEER JG. 1942 DEPORTIERT 21.4.1941 SCHLOSS HARTHEIM ERMORDET 1941                                                                     | Getreidegasse 33 ·                         | Josef Geer (1887–1941)                                                                                                |
|              | HIER WOHNTE OSKAR GOLDFUSS JG. 1899 DEPORTIERT 1941 ′SCHLOSS HARTHEIM′ ERMORDET 1941                                                                    | Getreidegasse 47 ·                         | Oskar Goldfuss (1899–1941)                                                                                            |
|              | HIER WOHNTE JOHANN GORUP JG. 1896 VERHAFTET 1941 ZUCHTHAUS AMBERG ERMORDET 6.3.1943                                                                     | Brodgasse 3 ·                              | Johann Gorup (1896–1943)                                                                                              |
|              | HIER WOHNTE DOROTHEA GRINDLINGER JG. 1915 DEPORTIERT 1942 MALY TROSTINEC ERMORDET 18.9.1942                                                             | Judengasse 17 ·                            | Dorothea Grindlinger (1915–1942)                                                                                      |
|              | HIER WOHNTE REGINA GRINDLINGER GEB. BONUS JG. 1884 DEPORTIERT 1942 MALY TROSTINEC ERMORDET 18.9.1942                                                    | Judengasse 17 ·                            | Regina Grindlinger, geborene Bonus (1884–1942)                                                                        |
|              | HIER WOHNTE AUGUST GRUBER JG. 1894 IM WIDERSTAND VERHAFTET 5.2.1942 BERLIN-PLÖTZENSEE HINGERICHTET 23.3.1943                                            | Herbert-von-Karajan-Platz 2 ·              | August Gruber (1894–1943)                                                                                             |
|              | HIER WOHNTE RUDOLF GRUBER JG. 1913 DEPORTIERT 21.5.1941 'SCHLOSS HARTHEIM' ERMORDET 1941                                                                | Brodgasse 1 ·                              | Rudolf Gruber (1913–1941)                                                                                             |
|              | HIER WOHNTE JOHANN HASLAUER JG. 1890 ZEUGE JEHOVAS KRIEGSDIENST VERWEIGERT VERHAFTET 9.11.1939 1940 SACHSENHAUSEN ERMORDET 12.8.1940                    | Getreidegasse 33 ·                         | Johann Haslauer (1890–1940)                                                                                           |
|              | HIER WOHNTE MARIE HASLAUER GEB. MACKINGER JG. 1899 ZEUGIN JEHOVAS KRIEGSDIENST VERWEIGERT VERHAFTET 10.11.1939 RAVENSBRÜCK AUSCHWITZ ERMORDET 27.9.1942 | Getreidegasse 33 ·                         | Marie Haslauer wurde am 27. Dezember 1899 in Berndorf geboren. Sie wurde am 27. September 1942 in Auschwitz ermordet. |
|              | HIER WOHNTE BERTA HEGER JG. 1897 DEPORTIERT 21.5.1941 SCHLOSS HARTHEIM ERMORDET 1941                                                                    | Griesgasse 7                               | Berta Heger (1897–1941)                                                                                               |
|              | HIER WOHNTE DR. OTTO KEMPTNER JG. 1890 VERHAFTET 12.3.1938 DEPORTIERT 15.10.1938 DACHAU 1939 BUCHENWALD TOT AN HAFTFOLGEN 3.5.1944                      | Getreidegasse 11 ·                         | Otto Kemptner (1890–1944)                                                                                             |
|              | HIER WOHNTE KLARA KIESLER GEB. BARON JG. 1871 DEPORTIERT 1942 THERESIENSTADT 1943 AUSCHWITZ ERMORDET                                                    | Kaigasse 20 ·                              | Klara Kiesler, geborene Baron (1871–1943/45)                                                                          |
|              | HIER WOHNTE LUDWIG KIESLER JG. 1885 DEPORTIERT 1942 THERESIENSTADT ERMORDET 28.1.1943                                                                   | Kaigasse 20 ·                              | Ludwig Kiesler (1885–1943)                                                                                            |
|              | HIER WOHNTE DR. ERNST LANGFELDER JG. 1892 DEPORTIERT 1942 MALY TROSTINEC ERMORDET 1.6.1942                                                              | Pfeifergasse 4 ·                           | Ernst Langfelder (1892–1942)                                                                                          |
|              | HIER WOHNTE ROSA LEEB JG. 1921 DEPORTIERT 16.4.1941 'SCHLOSS HARTHEIM' ERMORDET 1941                                                                    | Herrengasse 12 ·                           | Rosa Leeb (1921–1941)                                                                                                 |
|              | HIER WOHNTE GEORG LEITNER JG. 1884 IM WIDERSTAND VERHAFTET AUG. 1944 DACHAU TOT AN HAFTFOLGEN                                                           | Goldgasse 12 ·                             | Georg Leitner (1884–1944/45)                                                                                          |
|              | HIER WOHNTE ELISABETH LEITNER JG. 1885 DEPORTIERT 18.4.1941 'SCHLOSS HARTHEIM' ERMORDET 1941                                                            | Mönchsberg 27 ·                            | Elisabeth Leitner (1885–1941)                                                                                         |
|              | HIER WOHNTE ANNA MACHEK GEB. SCHÜRER JG. 1922 IM WIDERSTAND GESTAPO-HAFT AUG. 1944 SCHWANGER, MISSHANDELT ÜBERLEBT                                      | Gstättengasse 21                           | Anna Machek, geborene Schürer, (1922–1988)                                                                            |
|              | ANTONIA MACHEK GEB. 15.11.1944 TOT ENDE NOV. 1944 | Gstättengasse 21                           | Antonia Machek (1944–1944)                                                                                            |
|              | HIER WOHNTE VERONIKA MAULTASCH GEB. HOFINGER JG. 1876 DEPORTIERT 21.5.1941 'SCHLOSS HARTHEIM' ERMORDET 1941                                             | Mönchsberg 9 ·                             | Veronika Maultasch (1876–1941)                                                                                        |
|              | HIER WOHNTE FRANZ NACHTNEPEL JG. 1902 DEPORTIERT 23.4.1944 DACHAU MAUTHAUSEN ERMORDET 15.4.1945                                                         | Universitätsplatz 3 ·                      | Franz Nachtnepel (1902–1945)                                                                                          |
|              | HIER WOHNTE GOTTFRIED NEUNHÄUSERER PATER ROMUALD JG. 1882 DEPORTIERT 1941 ′SCHLOSS HARTHEIM′ ERMORDET 8.5.1942                                          | St. Peter-Bezirk 1 · Stiftshof St. Peter · | Gottfried Neunhäuserer, Pater Romuald (1882–1942)                                                                     |
|              | HIER WOHNTE LEOPOLD NOBIS JG. 1881 DEPORTIERT 17.4.1941 SCHLOSS HARTHEIM ERMORDET 1941                                                                  | Ursulinenplatz 4                           | Leopold Nobis (1881–1941)                                                                                             |
|              | HIER WOHNTE ANNA PENK JG. 1885 DEPORTIERT 16.4.1941 SCHLOSS HARTHEIM ERMORDET 1941                                                                      | Getreidegasse 35 ·                         | Anna Penk (1885–1941)                                                                                                 |
|              | HIER WOHNTE MARIA RAUSCH JG. 1906 DEPORTIERT 16.4.1941 SCHLOSS HARTHEIM ERMORDET 1941                                                                   | Getreidegasse 13 ·                         | Maria Rausch (1906–1941)                                                                                              |
|              | DR. FRANZ REHRL JG. 1890 LANDESHAUPTMANN MÄRZ 1938 ABGESETZT VERHAFTET 1944 BERLIN-MOABIT 1947 TOT AN HAFTFOLGEN                                        | Chiemseegasse 8                            | Franz Rehrl (1890–1947)                                                                                               |
|              | HIER WOHNTE KARL RINNERTHALER JG. 1885 IM WIDERSTAND VERHAFTET 23.11.1942 ZUCHTHAUS KAISHEIM TOT AN HAFTFOLGEN 28.1.1946                                | Ferdinand-Hanusch-Platz 1 ·                | Karl Rinnerthaler (1885–1946)                                                                                         |
|              | HIER WOHNTE FRANZ SCHAUFLER JG. 1914 DESERTIERT NOV. 1940 VERHAFTET JAN. 1941 'FRONTBEWÄHRUNG' TOT 7.10.1944                                            | Goldgasse/Residenzplatz                    | Franz Schaufler (1914–1944)                                                                                           |
|              | HIER ARBEITETE JOSEFINE SCHNEIDER JG. 1906 DEPORTIERT 24.2.1939 RAVENSBRÜCK ERMORDET 7.4.1942 BERNBURG/SAALE                                            | Getreidegasse 24 ·                         | Josefine Schneider (1906–1942)                                                                                        |
|              | HIER WOHNTE ANNA SCHÖNBACHER GEB. STÖCKL JG. 1901 IM WIDERSTAND GESTAPO-HAFT NOV. 1943 SCHWANGER, MISSHANDELT FEHLGEBURT ÜBERLEBT                       | Griesgasse 15                              | Anna Schönbacher, geborene Stöckl (1901-)                                                                             |
|              | HIER WOHNTE HEINRICH SCHÖNBERG JG. 1882 GESTAPOHAFT IN SALZBURG TOT 1.6.1941                                                                            | Chiemseegasse 6 ·                          | Heinrich Schönberg (1882–1941)                                                                                        |
|              | HIER WOHNTE ALFRED SCHULHOF JG. 1881 DEPORTIERT 24.10.1942 THERESIENSTADT 1944 AUSCHWITZ ERMORDET                                                       | Rudolfskai 52                              | Alfred Schulhof (1881–1942)                                                                                           |
|              | HIER ARBEITETE WALTER SCHWARZ JG. 1884 VERHAFTET AUG. 1938 GESTAPOHAUPTSTELLE MÜNCHEN TOT 1.9.1938                                                      | Alter Markt 12 ·                           | Walter Schwarz (1884–1938)                                                                                            |
|              | HIER WOHNTE JOHANNA STANDL JG. 1887 DEPORTIERT 1941 'SCHLOSS HARTHEIM' ERMORDET 1941                                                                    | Griesgasse 8 ·                             | Johanna Standl (1887–1941)                                                                                            |
|              | HIER WOHNTE FRANZ TANNERT JG. 1895 DEPORTIERT 17.4.1941 SCHLOSS HARTHEIM ERMORDET 1941                                                                  | Münzgasse / Anton-Neumayr-Platz 5          | Franz Tannert (1895–1941)                                                                                             |
|              | HIER WOHNTE ANNA VITZTHUM JG. 1900 DEPORTIERT 18.4.1941 SCHLOSS HARTHEIM ERMORDET 1941                                                                  | Krotachgasse 2 ·                           | Anna Vitzthum (1900–1941)                                                                                             |
|              | HIER WOHNTE ROSALIA WITZMANN JG. 1884 DEPORTIERT 21.5.1941 SCHLOSS HARTHEIM ERMORDET 1941                                                               | Pfeifergasse 8 ·                           | Rosalia Witzmann (1884–1941)                                                                                          |

### Zwangsarbeiter
In der Stadt Salzburg wurden 46 Stolpersteine für Zwangsarbeiter verlegt, drei davon liegen in der Altstadt (links).
| Stolperstein | Inschrift                                                                              | Verlegeort          | Name, Leben                                  |
| ------------ | -------------------------------------------------------------------------------------- | ------------------- | -------------------------------------------- |
|              | IRENE DZIUB GEB. SZALKOWSKA JG. 1918 POLNISCHE ZWANGSARBEITERIN TOT 5.10.1944 SALZBURG | Kaigasse 7          | Irene Dziub, geborene Szalkowska (1918–1944) |
|              | JOZEF KOSCIOLEK JG. 1899 GESTAPO-HAFT SALZBURG ERMORDET 23.11.1943                     | Franziskanergasse 5 | Jozef Kosciolek (1899–1943)                  |
|              | ZWANGSARBEITER BRONISLAW WEJA JG. 1898 VERHAFTET 8.3.1944 TOT 9.3.1944 SALZBURG        | Kapitelgasse 4      | Bronislaw Weja (1898–1944)                   |

### Zum Tode Verurteilte
Vor zwei Fassadenfronten des Salzburger Landesgerichts wurden Stolpersteine verlegt – am Kajetanerplatz 2 liegen 16, am Rudolfsplatz 2 wurden acht verlegt. Weitere Stolpersteine finden sich vor dem Bezirksgericht Salzburg am Rudolfsplatz 3, welches jedoch bereits zum Stadtteil Nonntal zählt.

#### Kajetanerplatz 2
| Stolperstein | Inschrift                                                                                       | Name, Leben                     |
| ------------ | ----------------------------------------------------------------------------------------------- | ------------------------------- |
|              | FERDINAND AIGNER JG. 1896 BEIHILFE ZUR FAHNENFLUCHT HAFTANSTALT SALZBURG ERMORDET 14.6.1944     | Ferdinand Aigner (1896–1944)    |
|              | FRANZ BAUMGARTNER JG. 1917 KRIEGSDIENST VERWEIGERT HINGERICHTET 19.5.1944 MÜNCHEN STADELHEIM    | Franz Baumgartner (1917–1944)   |
|              | OSWALD EBERHARDT JG. 1918 KRIEGSDIENST VERWEIGERT ERSCHOSSEN 7.7.1941 GLANEGG BEI SALZBURG      | Oswald Eberhardt (1918–1941)    |
|              | JOHANN FRIEMBICHLER JG. 1916 KRIEGSDIENST VERWEIGERT ERSCHOSSEN 10.12.1942 GLANEGG BEI SALZBURG | Johann Friembichler (1916–1942) |
|              | RUDOLF GEHRINGER JG. 1908 KRIEGSDIENST VERWEIGERT ERSCHOSSEN 31.3.1943 GLANEGG BEI SALZBURG     | Rudolf Gehringer (1908–1943)    |
|              | WILHELM GROISS JG. 1918 KRIEGSDIENST VERWEIGERT ERSCHOSSEN 8.3.1945 GLANEGG BEI SALZBURG        | Wilhelm Groiss (1918–1945)      |
|              | WILFRIED HAHN JG. 1920 KRIEGSDIENST VERWEIGERT HAFTANSTALT SALZBURG ERMORDET 3.8.1942           | Wilfried Hahn (1920–1942)       |
|              | KARL KARGL JG. 1903 KRIEGSDIENST VERWEIGERT HAFTANSTALT SALZBURG ERMORDET 7.9.1941              | Karl Kargl (1903–1941)          |
|              | GEORG KÖSSNER JG. 1919 KRIEGSDIENST VERWEIGERT ERSCHOSSEN 8.3.1945 GLANEGG BEI SALZBURG         | Georg Kössner (1919–1945)       |
|              | JAKOB MAIER JG. 1911 KRIEGSDIENST VERWEIGERT ERSCHOSSEN 7.7.1942 GLANEGG BEI SALZBURG           | Jakob Maier (1911–1942)         |
|              | FELIX NIESEWENDT JG. 1913 KRIEGSDIENST VERWEIGERT ERSCHOSSEN 24.9.1940 GLANEGG BEI SALZBURG     | Felix Niesewendt (1913–1940)    |
|              | HEINRICH PLODERER JG. 1916 KRIEGSDIENST VERWEIGERT ERSCHOSSEN 11.11.1942 INNSBRUCK              | Heinrich Ploderer (1916–1942)   |
|              | THOMAS RIEDER JG. 1911 KRIEGSDIENST VERWEIGERT HINGERICHTET 30.7.1943 MÜNCHEN STADELHEIM        | Thomas Rieder (1911–1943)       |
|              | JOHANN SEVIGNANI JG. 1921 KRIEGSDIENST VERWEIGERT ERSCHOSSEN 13.3.1945 GLANEGG BEI SALZBURG     | Johann Sevignani (1921–1945)    |
|              | ANTON STEININGER JG. 1902 KRIEGSDIENST VERWEIGERT ERSCHOSSEN OKT. 1944 GLANEGG BEI SALZBURG     | Anton Steininger (1902–1944)    |
|              | AMBROS TRAGBAUER JG. 1902 KRIEGSDIENST VERWEIGERT HINGERICHTET 8.6.1944 MÜNCHEN STADELHEIM      | Ambros Tragbauer (1902–1944)    |
|              | FRANZ WALTL JG. 1919 KRIEGSDIENST VERWEIGERT ERSCHOSSEN 11.3.1943 FREIBURG IM BREISGAU          | Franz Waltl (1919–1943)         |
|              | FELIX WOLF JG. 1913 KRIEGSDIENST VERWEIGERT ERSCHOSSEN 27.6.1940 GLANEGG BEI SALZBURG           | Felix Wolf (1913–1940)          |
|              | LANDESGERICHT SALZBURG 1939–1945 MEHR ALS 100 TODESURTEILE                                      | Kopfstein                       |

#### Rudolfsplatz 2
| Stolperstein | Inschrift | Name, Leben                    |
| ------------ | --- | ------------------------------ |
|              | LANDESGERICHT SALZBURG 1939–1945 MEHR ALS 100 TODESURTEILE                                                                     | Kopfstein                      |
|              | FERDINAND KOWATSCH JG. 1912 KRIEGSDIENST VERWEIGERT TODESURTEIL 14.4.1942 HINGERICHTET 15.4.1942 GLANEGG BEI SALZBURG          | Ferdinand Kowatsch (1912–1942) |
|              | ERNST PICKL JG. 1924 KRIEGSDIENST VERWEIGERT VERSTECKT GELEBT VERHAFTET TODESURTEIL 25.1.1945 HINGERICHTET 8.3.1945 GLANEGG    | Ernst Pickl (1924–1945)        |
|              | PIETRO PIRONI JG. 1922 IM WIDERSTAND TODESURTEIL 2.8.1944 HINGERICHTET 29.8.1944 MÜNCHEN-STADELHEIM                            | Pietro Pironi (1922–1944)      |
|              | GIULIANO SBIGOLI JG. 1923 IM WIDERSTAND TODESURTEIL 2.8.1944 HINGERICHTET 29.8.1944 MÜNCHEN-STADELHEIM                         | Giuliano Sbigoli (1923–1944)   |
|              | HILDE SCHMIDBERGER JG. 1925 VERHAFTET 21.11.1944 TODESURTEIL 2.12.1944 HINGERICHTET 31.1.1945 MÜNCHEN-STADELHEIM               | Hilde Schmidberger (1925–1945) |
|              | DR. FRANZ SEYWALD JG. 1891 IM WIDERSTAND VERHAFTET 20.3.1944 TODESURTEIL 22.7.1944 HINGERICHTET 24.7.1944 HAFTANSTALT SALZBURG | Franz Seywald (1891–1944)      |
|              | REMO SOTTIILI JG. 1911 IM WIDERSTAND TODESURTEIL 2.8.1944 HINGERICHTET 29.8.1944 MÜNCHEN-STADELHEIM                            | Remo Sottili (1911–1944)       |

### Künstler der Festspiele
Vor dem Haus für Mozart wurden am 17. August 2020 insgesamt 28 Stolpersteine verlegt.
Salzburger Festspiele
| Stolperstein | Inschrift | Verlegeort          | Name, Leben               |
| ------------ | --- | ------------------- | ------------------------- |
|              | SALZBURGER FESTSPIELE SIE WURDEN 1938 VERTRIEBEN                                                                                  | Max-Reinhardt-Platz | Die Salzburger Festspiele |
|              | HIER WIRKTE ROSETTE ANDAY JG. 1899 SÄNGERIN BERUFSVERBOT IN WIEN MIT HILFE ÜBERLEBT                                               | Max-Reinhardt-Platz | Rosette Anday             |
|              | HIER WIRKTE MARGIT BOKOR JG. 1909 SÄNGERIN FLUCHT 1939 USA                                                                        | Max-Reinhardt-Platz | Margit Bokor              |
|              | HIER WIRKTE HERBERT GRAF JG. 1903 OPERNREGISSEUR FLUCHT 1938 USA                                                                  | Max-Reinhardt-Platz | Herbert Graf              |
|              | HIER WIRKTE HARRY HORNER JG. 1910 SCHAUSPIELER FLUCHT 1938 USA                                                                    | Max-Reinhardt-Platz | Harry Horner              |
|              | HIER WIRKTE ALEXANDER KIPNIS JG. 1891 SÄNGER FLUCHT 1938 USA                                                                      | Max-Reinhardt-Platz | Alexander Kipnis          |
|              | HIER WIRKTE ERICH KLEIBER JG. 1890 DIRIGENT FLUCHT ARGENTINIEN                                                                    | Max-Reinhardt-Platz | Erich Kleiber             |
|              | HIER WIRKTE LOTTE LEHMANN JG. 1888 SÄNGERIN FLUCHT 1938 USA                                                                       | Max-Reinhardt-Platz | Lotte Lehmann             |
|              | HIER WIRKTE ERICH LEINSDORF JG. 1912 PIANIST FLUCHT USA                                                                           | Max-Reinhardt-Platz | Erich Leinsdorf           |
|              | HIER WIRKTE ALEXANDER MOISSI JG. 1879 SCHAUSPIELER 1932 ALS 'JEDERMANN' ABGESETZT                                                 | Max-Reinhardt-Platz | Alexander Moissi          |
|              | HIER WIRKTE BELLA PAALEN JG. 1881 SÄNGERIN FLUCHT 1939 USA                                                                        | Max-Reinhardt-Platz | Bella Paalen              |
|              | HIER WIRKTE ROSE PAULY JG. 1895 SÄNGERIN FLUCHT 1938 USA                                                                          | Max-Reinhardt-Platz | Rose Pauly                |
|              | HIER WIRKTE MAX REINHARDT JG. 1873 REGISSEUR EXIL 1938 USA                                                                        | Max-Reinhardt-Platz | Max Reinhardt             |
|              | HIER WIRKTE ALMA ROSÉ JG. 1906 VIOLINISTIN 1939 FLUCHT ENGLAND HOLLAND 1942 FRANKREICH VERHAFTET 1942 ERMORDET 4.4.1944 AUSCHWITZ | Max-Reinhardt-Platz | Alma Rosé                 |
|              | HIER WIRKTE HEDWIG SCHAFFGOTSCH JG. 1889 CHOREOGRAFIN FLUCHT 1938 KROATIEN, ITALIEN                                               | Max-Reinhardt-Platz | Hedwig Schaffgotsch       |
|              | HIER WIRKTE LOTTE SCHÖNE JG. 1891 SÄNGERIN FLUCHT FRANKREICH MIT HILFE ÜBERLEBT                                                   | Max-Reinhardt-Platz | Lotte Schöne              |
|              | HIER WIRKTE ELISABETH SCHUMANN JG. 1888 SÄNGERIN FLUCHT 1938 USA                                                                  | Max-Reinhardt-Platz | Elisabeth Schumann        |
|              | HIER WIRKTE LUDWIG STÖSSEL JG. 1883 SCHAUSPIELER FLUCHT 1938 USA                                                                  | Max-Reinhardt-Platz | Ludwig Stössel            |
|              | HIER WIRKTE HELENE THIMIG JG. 1889 SCHAUSPIELERIN EXIL 1938 USA                                                                   | Max-Reinhardt-Platz | Helene Thimig             |
|              | HIER WIRKTE ARTURO TOSCANINI JG. 1867 DIRIGENT EXIL 1938 USA                                                                      | Max-Reinhardt-Platz | Arturo Toscanini          |
|              | HIER WIRKTE MARIANNE WALLA JG. 1905 SCHAUSPIELERIN FLUCHT 1938 ENGLAND                                                            | Max-Reinhardt-Platz | Marianne Walla            |
|              | HIER WIRKTE LOTHAR WALLERSTEIN JG. 1882 OPERNREGISSEUR FLUCHT 1938 HOLLAND 1941 USA                                               | Max-Reinhardt-Platz | Lothar Wallerstein        |
|              | HIER WIRKTE MARGARETE WALLMANN JG. 1904 CHOREOGRAFIN FLUCHT 1938 ARGENTINIEN                                                      | Max-Reinhardt-Platz | Margarete Wallmann        |
|              | HIER WIRKTE BRUNO WALTER JG. 1876 DIRIGENT FLUCHT 1939 USA                                                                        | Max-Reinhardt-Platz | Bruno Walter              |
|              | HIER WIRKTE PAUL WITTGENSTEIN JG. 1887 PIANIST FLUCHT 1938 USA                                                                    | Max-Reinhardt-Platz | Paul Wittgenstein         |

Rosé-Quartett
| Stolperstein | Inschrift                                                                                              | Verlegeort          | Name, Leben       |
| ------------ | --- | ------------------- | ----------------- |
|              | SALZBURGER FESTSPIELE ROSÉ-QUARTETT 30. AUGUST 1936                                                    | Max-Reinhardt-Platz | Rosé-Quartett     |
|              | HIER WIRKTE FRIEDRICH BUXBAUM JG. 1869 CELLIST FLUCHT 1938 ENGLAND                                     | Max-Reinhardt-Platz | Friedrich Buxbaum |
|              | HIER WIRKTE PAUL FISCHER JG. 1876 VIOLINIST BERUFSVERBOT TOT 4.11.1942 JÜDISCHES ALTERSHEIM WIEN       | Max-Reinhardt-Platz | Paul Fischer      |
|              | HIER WIRKTE ARNOLD ROSÉ JG. 1863 VIOLINIST FLUCHT 1939 ENGLAND                                         | Max-Reinhardt-Platz | Arnold Rosé       |
|              | HIER WIRKTE JULIUS STWERTKA JG. 1872 VIOLINIST DEPORTIERT 27.8.1942 THERESIENSTADT ERMORDET 17.12.1942 | Max-Reinhardt-Platz | Julius Stwertka   |

## Verlegedaten
- 22. August 2007: Chiemseegasse 6
- 28. August 2008: Getreidegasse 33 (Johann und Maria Haslauer), Herrengasse 12
- 22. Juni 2009: Judengasse 17
- 21. Juli 2010: Alter Markt 12, Getreidegasse 47, Griesgasse 8, Herbert-von-Karajan-Platz 2, Kaigasse 20, Pfeifergasse 4, Stiftshof St. Peter
- 22. Juli 2010: Mönchsberg 9
- 6. Juli 2011: Mönchsberg 27
- 22. März 2012: Brodgasse 1 und 3, Griesgasse 17, Rudolfskai 52
- 2. Juli 2014: Franz-Josef-Kai 1, Getreidegasse 11, 13, 24, 33 (Josef Geer) und 35, Kaigasse 8, Kapitelgasse 4, Krotachgasse 2, Pfeifergasse 8
- 19. August 2016: Anton-Neumayr-Platz 5, Goldgasse/Residenzplatz (Georg Leitner), Universitätsplatz 3
- 28. September 2017: Rudolfsplatz 3
- 29. September 2017: Franziskanergasse 5
- 26. September 2018: Kaigasse 7
- 25. September 2019: Chiemseegasse 8, Goldgasse/Residenzplatz (Franz Schaufler), Griesgasse 7 und 15, Gstättengasse 21, Ursulinenplatz 4
- 17. August 2020: Max-Reinhardt-Platz (Haus für Mozart)
- 27. September 2022: Kajetanerplatz 2
- 13. September 2023: Kajetanerplatz 2 (Oswald Eberhardt, Heinrich Ploderer)